# Austramphilina elongata
Austramphilina elongata is een lintworm (Platyhelminthes; Cestoda). De worm is tweeslachtig. De soort leeft als parasiet in andere dieren.
Het geslacht Austramphilina, waarin de lintworm wordt geplaatst, wordt tot de familie Schizochoeridae gerekend. De wetenschappelijke naam van de soort werd voor het eerst geldig gepubliceerd in 1931 door Johnson.